# Série télévisée
Une série télévisée (aussi appelée série, série télé, télésérie ; ou téléroman au Canada francophone), est une œuvre télévisuelle conçue pour être diffusée en « épisodes » d'une durée généralement équivalente, parfois par « saisons ».
Le lien entre les épisodes peut être l’intrigue, les personnages ou plus rarement le thème de la série. Il s’agit du type de fiction le plus adapté à la télévision,,,, inscrit pour sa narration dans le format de l'écran de télévision[pas clair] et le temps du rendez-vous régulier qui cherche à fidéliser un public. En cela, la série se distingue du téléfilm, qui est une œuvre de fiction télévisuelle unique, mais un téléfilm peut parfois être à l'origine d'une série télévisée en tant qu'épisode pilote, comme pour Columbo ou Twin Peaks.
Leur nombre croît continûment d’année en année — par exemple, spectaculairement en Europe en six ans, passant de 971 titres en 2015 à 1 324 titres en 2021 ; soit 23 844 épisodes et 14 931 heures en 2021.
Aux États-Unis, certaines des séries ont profondément influencé les téléspectateurs et l'imaginaire collectif, jusqu’aux prénoms donnés aux enfants, parfois sur plusieurs générations. Les séries sont fabriquées pour être addictives. On les visionne souvent seul, ce qui enferme le téléspectateur dans un « techno-cocon numérique » selon l'enseignant et docteur en philosophie Bertrand Cochard. En 2019, 66 % des Français disent suivre une série au moins une fois dans la semaine, et 30 % chaque jour. Selon Netflix, plus de 2,1 milliards d’heures ont été consacrées à visionner la série Squid Game en 2021 dans le monde.
Aux États-Unis, les épisodes sont souvent hebdomadaires et diffusés en première partie de soirée, pour « fidéliser » les téléspectateurs. En France, la première partie de soirée privilégie les meilleures séries télévisées, les autres étant plutôt diffusées en journée, à un rythme quotidien ou hebdomadaire ; mais les séries importées des États-Unis y sont généralement diffusées quotidiennement en journée ou, hebdomadairement, par groupe de deux ou trois épisodes, en soirée.

## Historique
De nombreux pays ont produit des séries, parfois de grande qualité, mais l'histoire des séries télévisées est dominée par trois pays : les États-Unis, la France et le Royaume-Uni. Généalogiquement, la série télévisée vient d'une part du film à épisodes (ou serial) format inventé peu avant la Première Guerre mondiale, et d'autre part du modèle des feuilletons alors publiés dans la presse, et de la dramatique radiophonique : la série était un film, scénaristiquement conçu pour être découpé en épisodes et projeté en salle.

### Évolutions quantitatives et commerciales, impacts sociopsychologiques
Selon l'enseignant et docteur en philosophie Bertrand Cochard, le phénomène séries s'inscrit parfaitement dans la Société du spectacle telle que décrite par Guy Debord, c'est-à-dire « où les marchandises rythment la vie quotidienne dans un cycle pseudo-cyclique ».
Quand, à partir des années 1960, les chaines sont devenues nombreuses, puis très nombreuses avec la télévision numérique et la colonisation de l'Internet par Amazon (Prime vidéo), Netflix, Disney+, Hulu, HBO Max...), les séries ont aussi été fabriquées en plus grand nombre. Et elles sont de plus en plus conçues pour être addictives, afin de gagner - si possible aux heures de grande écoute - des parts de marché, c'est-à-dire des parts de temps d'antenne, puis des parts temps de cerveau humain disponible ; on les regarde souvent seuls, au détriment des liens sociaux (elles favorisent le repli sur la sphère privée). Elles « nourrissent notre addiction aux écrans et nous enferment dans un "techno-cocon numérique" » constate B. Cochard (2024) qui alerte sur le fait que le phénomène de la série n'est pas anondin, pour la psyché humaine comme pour la consommation énergétique : en 2019, selon un sondage fait par l’institut YouGov pour Prime Video d'Amazon: 66 % des français suivent une série ; au moins une fois dans la semaine, et 30 % chaque jours. 
Netflix affichait quant à lui plus de 2,1 milliards d’heures passées à visionner la seule série Squid Game (2021) dans le monde (à titre de comparaison permettant de mieux évaluer ce nombre d'heure, c'est comme si 6852 humains avaient visionné cette série 12h par jour, chaque jour de leur naissance à leur mort).

### États-Unis
L'essor des séries TV américaines date des débuts de la télévision commerciale aux États-Unis, à la fin des années 1940, qui voit la télévision devenir un média de masse et le développement de chaînes nationales qui ne cessent de se concurrencer en créant des programmes et des fictions innovantes. La télévision de ce premier âge d'or (1948-1960) se détache du théâtre et de la radio filmés. Elle joue surtout sur l'image et les trouvailles visuelles, et cherche à fidéliser le public avec des rendez-vous réguliers de variété ou de divertissement, voire culturels. Ces programmes sponsorisés par une grande marque puis les coupures publicitaires lui permettent de garantir aux annonceurs publicitaires une audience certaine. En 1948, quatre chaînes nationales généralistes (les trois « big networks » NBC, CBS, ABC issus de la diversification des chaînes de radio nationales, et la chaîne DuMont) diffusent des fictions à épisodes, avec plusieurs genres fondateurs : le soap opera qui tombe en désuétude à la fin du XXe siècle, les séries dramatiques (avec des séries policières telles que Dragnet ou Les Incorruptibles, des séries d'aventure tells que Zorro), les anthologies (telles que Le Monde merveilleux de Disney ou les dramatiques sérialisées telles que Kraft Television Theatre (en), Alfred Hitchcock présente ou Au nom de la loi), et la sitcom (avec notamment I Love Lucy souvent considérée comme la mère de toutes les séries) qui reste le genre-roi de la télé grand public jusqu'aux années 2000. Les premières séries puisent leur inspiration dans des constantes de la culture américaine : le policier et le western. La télévision étant un média nouveau et familial, il est nécessaire de tout inventer et essayer, mais dans un contexte où les impératifs économiques et moraux (l'Amérique puritaine et le code Hays) brident les possibilités. Cela, combiné aux influences de la radiophonie, du théâtre et du cinéma, exacerbe la créativité des auteurs. Très vite apparaissent le fantastique et une manifestation précoce de space opera, à savoir Star Trek, l'espace étant un élément grandissant de la culture américaine avec la conquête spatiale. Le genre espionnage et science-fiction (Les Envahisseurs, La Quatrième Dimension) se développe aussi, en corrélation avec la guerre froide. La créativité des auteurs produit alors des séries hybrides : Les Mystères de l'Ouest, qui mêle fantastique, espionnage, science-fiction et western, ou Des agents très spéciaux, qui mêle science-fiction futuriste et espionnage.
Dans les années 2000, les séries américaines connaissent un nouvel âge d'or (après celui des années 1950) qui, d'après Alexis Pichard, se caractérise par « une amélioration qualitative, une homogénéisation de la production et un immense succès public » et une conscience sociale accrue. D'après l'auteur, cet âge d'or est l'aboutissement d'une révolution entamée dans les années 1980 par les networks (les réseaux de télévision) et dans les années 1990 par les chaînes du câble. Les années 2000 correspondent donc à une période charnière dans l'histoire des séries télévisées américaines et, par extension, mondiale.
La notion d'impérialisme culturel américain, qui apparaît à la fin des années 1960, concerne la domination de l'industrie du divertissement des États-Unis, plus marquée en matière de séries télévisées que de cinéma. Il se traduit par l'exportation de leurs séries dont le succès à partir des années 1970 (Drôles de dames et Wonder Woman emblématiques de la jiggle television (en), Dallas, Magnum, K 2000, MacGyver, L'Agence tous risques, Madame est servie, ou Cosby Show, la première sitcom à la distribution majoritairement afro-américaine) s'explique par deux caractéristiques déterminantes : « l’effet de stock » (nombre de séries produites aux États-Unis bien plus important que ceux dans les pays importateurs) et « l’effet de solde » (amortissement des séries sur le marché intérieur américain qui peuvent ainsi être vendues à un prix inférieur à celui d'une production nationale). Bien que ces séries constituent parfois une vision critique de la société américaine, leurs personnages masculins et féminins, ainsi que leurs thématiques, sont un des vecteurs de l'American way of life.

#### Producteur et diffuseur de série aux États-Unis
|                      | The Walt Disney Company           | AT&T                          | Comcast           | ViacomCBS         | Fox Corporation | AMC Network      | Netflix            | Amazon    | Apple |
| Disney Média Network | WarnerMedia                       | NBCUniversal                  |                   | ViacomCBS         | Fox Corporation | AMC Network      | Netflix            | Amazon    | Apple |
| Grand Network        | ABC                               | The CW                        | NBC               | CBS, The CW       | Fox Network     |                  |                    |           |       |
| Chaîne du câble      | FX                                | HBO, TNT, Adult Swim, True TV | USA Network, Syfy | Showtime          |                 | AMC, BBC America |                    |           |       |
| SVOD                 | Disney+, Hulu                     | HBO Max, Hulu                 | Peacock           | Paramount+        |                 | Netflix          | Amazon Prime Video | Apple TV+ |       |
| Major du cinéma      | Walt Disney Studio Entertainement | Warner Bros Entertainment     | Universal Studio  | Paramount Picture |                 |                  |                    |           |       |

### France
Les premières séries françaises[Quand ?] ont, elles aussi, puisé leur inspiration dans la culture historique : Le Chevalier de Maison-Rouge[Quand ?], Thierry la Fronde[Quand ?], Vidocq, Le Chevalier Tempête, Thibaud ou les Croisades, Mandrin, Le 16 à Kerbriant, Ardéchois cœur fidèle. Elles ont souvent été inspirées de romans-feuilletons français : Le Chevalier de Maison-Rouge, Rocambole, Lagardère, Jacquou le Croquant, Les Habits noirs, La Dame de Monsoreau, La Porteuse de pain, D'Artagnan, L'Homme qui revient de loin, La Juive du Château-Trompette, Chéri-Bibi, La Poupée sanglante, Le Loup blanc, La Corde au cou et, bien sûr, Belphégor ; puis, dans le cadre de coproductions européennes, Arsène Lupin, Joseph Balsamo, Le Comte de Monte-Cristo, Les Mystères de Paris, Fantômas.
La télévision française est également, dès l'origine, friande de séries policières : Signé Alouette, Le train bleu s'arrête 13 fois, Les Cinq Dernières Minutes, Allô Police, Les Enquêtes du commissaire Maigret, Commissaire Moulin, François Gaillard ou la vie des autres, Les Brigades du Tigre, cette dernière série mêlant intrigues policières et culture historique ; (cf. Liste de séries policières françaises).
L'aventure géographique a eu son heure de gloire dans les années 1960 avec Les Globe-trotters et Les Chevaliers du ciel. Mais Jules Verne n'a trouvé sa place à la télévision française des années 1970 que dans le cadre de coproductions : L'Île mystérieuse, Deux ans de vacances, Michel Strogoff. La télévision française s'est pourtant risquée à l'adaptation de classiques ou de romans policiers étrangers : La Légende de Bas-de-Cuir, Les Aventures de Tom Sawyer, Face aux Lancaster ; puis en coproduction avec la télévision allemande, L'Île au trésor, Quentin Durward, Le Loup des mers. Enfin, elle s'est lancée dans l'adaptation d’œuvres françaises contemporaines : Les Gens de Mogador, Nans le berger, D'Artagnan amoureux, Gaston Phébus et par coproduction La Lumière des justes.
Jusqu'au début des années 1980, la télévision française était un monopole d'État et subissait des contraintes extrêmement fortes (moyens financiers limités, autocensure). Dans les années 1960, la vie familiale, sentimentale quotidienne du Français moyen a été traitée dans Les Saintes Chéries et Les Oiseaux rares. Cela n'a pas empêché l'ORTF d'imaginer et de produire des séries iconoclastes comme Les Shadoks, créée en 1968, ou L'Homme du Picardie. Selon certains observateurs, la fin du monopole a compromis la qualité des productions françaises. En effet, rares sont les séries françaises contemporaines accueillies favorablement par la critique.
Ainsi, dans les années 1990, la télévision française voit, avec AB Productions, l'arrivée de nombreuses sitcoms telles que Premiers Baisers, Hélène et les Garçons ou Le Miel et les Abeilles, qui subissent les foudres de la critique mais reçoivent les faveurs du jeune public. Si certaines séries françaises diffusées actuellement[Quand ?] sont de grands succès en termes d'audimat (Plus belle la vie était suivie quotidiennement par plus de 5 millions de téléspectateurs dans ses meilleures périodes), rares sont celles qui ont connu un succès d'estime comparable à celui de leurs cousines américaines.
En outre, le format des séries françaises diffèrera pendant longtemps de celui des autres pays : alors qu'ailleurs dans le monde un épisode dure en moyenne 42 minutes, la durée d'un épisode d'une série produite en France et diffusée en première partie de soirée était de 90 minutes, afin de s'accorder à la durée d'une période de grande écoute française. L’inconvénient étant que cette durée hors-normes est un frein à l'exportation, cette tendance s'est nettement estompée ces dernières années[Quand ?], les chaînes françaises adoptant désormais le 42 minutes et diffusant deux ou trois épisodes à la suite pour préserver la durée de la période de grande écoute.
Depuis 2010 le festival Séries Mania en France est dédié aux séries télévisés du monde entier et se déroule chaque année.

### Royaume-Uni
La BBC s'intéresse à la télévision dès 1929. En 1939, 11 000 postes de télévision reçoivent les programmes, avant que la Seconde Guerre mondiale n'éclate et que tout programme soit interrompu. Les diffusions reprennent en juin 1946 sur la seule BBC. Une loi sur l'ouverture de la télévision au privé passe en juillet 1954 et lance la création du Independant Television Authority (ITV).
En juillet 1955, démarre la première série télévisée britannique : Dixon of Dock Green de Ted Willis sur la BBC. Ce n'est qu'en septembre 1955 qu'ITV commence à émettre, sous la forme de quinze compagnies locales de diffusion et de production, parmi lesquelles Associated Rediffusion (Londres et banlieue en semaine), ATV (Londres le week-end), Granada TV (Angleterre nord-ouest en semaine) et d'autres, notamment pour l'Écosse et le Pays de Galles.
Cette profusion de productions indépendantes concurrentes pousse la BBC à développer une grande créativité dans ses fictions et à instaurer une liberté de ton surprenante pour une chaîne publique. La firme ITC, de Lew Grade, qui vendra en général en parallèle sur le marché américain, produit pour des diffusions sur ITV, à commencer par Robin des Bois (de Ralph Smart, 1955), puis Colonel March (1957). Par la suite, ce sont ces deux genres principaux : série historique et policière, qui seront produits pour la télévision britannique (Guillaume Tell en 1958 sur ITV, Ivanhoé en 1958 sur BBC, Ici Interpol en 1959 sur ITV, Sir Francis Drake, le corsaire de la reine en 1961 sur ITV, etc.). En 1959, ITV produit L'Homme invisible de Ralph Smart et ouvre la porte aux genres de la science-fiction et du fantastique. Cette période des années 1950 et du début des années 1960 a été appelée l’Âge d'or de la télévision britannique[Par qui ?].
BBC Two démarre en avril 1964, avec la production Kiss me, Kate. À partir des années 1960, les séries d'aventure se raréfient mais les productions de science-fiction/fantastique se développent, majoritairement par les œuvres de Gerry Anderson, ainsi que la série Doctor Who. L'espionnage connaît lui aussi l'essor avec des séries majeures comme Destination Danger (de Ralph Smart, 1960), Chapeau melon et bottes de cuir (1961), mais aussi L'Homme à la valise (de Denis Spooner, 1967).
Des diffusions en couleur commencent à être envisagées, mais les normes ne sont pas encore décidées en Europe. Finalement, entre le système NTSC américain, le SÉCAM en France et le PAL en Allemagne, c'est le PAL qui est choisi et la diffusion couleur commence en décembre 1967. Trois compagnies ITV importantes sont créées en 1968. Associated Rediffusion fusionne avec ABC TV (Associated British Picture Corporation) pour former Thames Television, afin de desservir Londres et sa banlieue en semaine. C'est ce groupe qui produira entre autres le Benny Hill Show. LWT (London Weekend Television) est aussi créé la même année pour les diffusions du week-end. En même temps démarre Yorkshire Television (YTV).
Pendant cette période, des séries de genre « aventurier-justicier » se développent, telles Le Saint (1962, ITV) ou Amicalement vôtre (1971, ITV). C'est aussi la naissance des séries mêlant fantastique, haute technologie et espionnage à l'instar de l'univers des James Bond : Les Champions (1968, ITC), ainsi que Le Prisonnier (de Patrick McGoohan, ITV).
Les genres aventurier-justicier et espionnage déclinent au début des années 1970 avec Poigne de fer et séduction (de Gerry Anderson, 1972, sur ITV). Dans le même temps, l'audience s'équilibre entre la BBC et ITV. Une première chaîne câblée débute en 1972 à Greenwich, desservant 9 000 foyers. En 1982, la chaîne commerciale Channel 4 est lancée.
Des séries relevant du genre procédural et de l'adaptation du patrimoine littéraire policier britannique se font jour partir des années 1980 : Hercule Poirot d'Agatha Christie (Hercule Poirot, 1989, LWT), Campion de Margery Allingham (Campion, 1989, BBC), Sherlock Holmes de Conan Doyle (Les Aventures de Sherlock Holmes, 1984, Granada TV), Inspecteur Morse de Colin Dexter (Inspecteur Morse, 1987, ITV), Frère Cadfael d'Edith Pargeter (genre de policier-médiéval — Cadfael, 1994, ITV).
Depuis l'apparition du réseau ITV, puis avec Channel Four, la concurrence entre les chaînes n'a eu de cesse de stimuler la création britannique. La qualité de la production télévisuelle britannique est mondialement reconnue, notamment en termes d'écriture et de dramaturgie, non seulement dans le domaine de la fiction, mais aussi dans celui du documentaire. Depuis une dizaine d'années, tant le réseau BBC que les chaînes privées, innovent en lançant des séries à faible nombre d'épisodes, lesquelles s'exportent et sont financièrement rentables.

## Genres
Généralement une série se rattache à divers genres télévisuels. Très rares sont celles qui n'embrassent qu'un seul genre.

Animé
Un genre animé pour une série TV, souvent appelé anime, se réfère à une série d’animation ou un film d’animation originaire du Japon, souvent adapté d’un manga. Les genres d’anime sont variés et incluent des catégories comme Shonen (pour garçons, avec des thèmes d’action), Shojo (pour filles, avec des thèmes romantiques), Mecha (science-fiction avec des robots), Fantasy, et bien d’autres. Ces genres peuvent être combinés pour créer des histoires complexes et diversifiées. L’animation elle-même n’est pas un genre, mais plutôt une forme de cinéma qui peut abriter divers genres narratifs.

Comédie
Le genre comique correspond aux séries ayant comme but principal de faire rire le téléspectateur. Celui-ci contient une suite vaste de situations comiques, mais il existe également des comédies dramatiques, adoptant le format des séries dramatiques, comme Ally McBeal ou Desperate Housewives. Diffusée dans les années 1950, I Love Lucy est la sitcom considérée comme l'ancêtre des sitcoms que l'on connaît à notre époque (comme Friends), en étant tournée devant un public et plusieurs caméras. Elle est également considérée comme la première série moderne. Le genre comique renaît ensuite dans les années 1980 avec Cheers, dont le spin-off est Frasier.
On trouve en Turquie des séries de l'été qui se veulent divertissantes et jouent sur le registre comique parfois avec des situations à la limite de l'absurde mais qui s'adressent à toute la famille (Erkenci kus par exemple).
Une série comme Sex Education (Netflix) a une finalité d'éducation sexuelle mais utilise l'humour pour parler avec délicatesse et empathie 

### Dramatique
Le genre dramatique (drama en anglais) correspond à la plupart des séries réalistes dont les séries policières, judiciaires, médicales ou politiques.
Aux États-Unis, une sous-catégorie de ce genre est le teen drama, destiné à un public adolescent et mettant en scène des adolescents (coming-of-age). On peut noter par exemple Veronica Mars, Gilmore Girls, Gossip Girl, Les frères Scott ou Pretty Little Liars.

#### Policier
Le genre policier est le genre ayant le plus évolué. Certaines séries s'intéressent à l'énigme policière (Sherlock Holmes, Columbo ou Les Cinq Dernières Minutes), d'autres à la procédure policière (New York, police judiciaire), ou d'autres, plus tard, à la police scientifique (Les Experts). Plus récemment, à l'instar de l'évolution du roman policier vers le roman noir et le néo-polar, elles dépeignent les liens entre crime et politique et problématique sociales (The Killing, 2007-2012). La série Capitaine Furillo (Hill Street Blues) est reconnue comme étant l'ancêtre des séries policières contemporaines.

#### Judiciaire
Le genre judiciaire met le plus souvent en scène un avocat, comme Ally McBeal, The Practice ou encore Avocats et Associés. Malgré des différences importantes entre les procédures judiciaires des différents pays, le genre judiciaire connaît du succès. Il est cependant critiqué par des professionnels français ou francophones parce que les séries judiciaires américaines importent des stéréotypes issus de la procédure américaine (dont les expressions « Votre Honneur » et « objection ») et transforment un cabinet d'avocats en un lieu superficiel.

#### Médical
Le genre médical, dont l’intrigue se déroule le plus souvent dans un hôpital, s'intéresse à la fois aux patients (Dr House) et aux médecins (Urgences ou Grey's Anatomy). La série Hôpital St Elsewhere est considérée comme la première série médicale moderne.

#### Politique
Le genre politique, qui a explosé à partir des années 2010, met en scène le plus souvent les intrigues, manipulations et crimes qui accompagnent le pouvoir, en lien avec les conseillers de l'ombre, les médias, la corruption et le sexe. En Grande-Bretagne, la fin de l'ère Thatcher débouche sur plusieurs séries politiques, comme la grinçante The New Statesman (1987-1992), ou la cynique mini-série House of Cards (1990), Château de cartes en français, l'original du remake américain du même nom, et ses suites To Play the King (1993) et The Final Cut (1995). La série danoise Borgen, une femme au pouvoir (2010) atteint une renommée internationale. Aux États-Unis, À la Maison-Blanche, Commander in Chief ou encore House of Cards montrent les coulisses de la politique américaine. En France, en revanche, les séries politiques françaises ont peiné à trouver leur voie en raison de l’autocensure des scénaristes et d'un manque de réalisme avant que ne sorte Les hommes de l'ombre (2012) ou Baron noir (2016 - 2020). Plus récemment, des séries politiques ont été situées dans le monde antique (Rome, 2005-2007) ou l'univers de la fantasy (Games of Thrones, 2011-2019).

### Action/aventure
Le genre action/aventure est synonyme de poursuites, d'affrontements et de voyages.
Les séries de ce genre sont généralement définies par les risques et les enjeux, et la plupart de leur contenu est orienté vers l'action, y compris les explosions, les scènes de combat prolongées, les cascades, les poursuites en voiture et le danger général.
En 2008 et 2009, la série américaine Heroes a reçu le Teen Choice Awards de la meilleure série d'action/aventure et Hayden Panettiere le prix de la meilleure actrice dans une série d'action/aventure pour son interprétation de Claire Bennet dans la même série. En 2009, Tom Welling a reçu le Teen Choice Award du meilleur acteur dans une série d'action/aventure pour son interprétation de Clark Kent dans Smallville.
On trouve en Turquie des séries basées sur des aventures liées à la mafia comme Çukur (depuis 2017).

### Fantastique et science-fiction
Le fantastique et la science-fiction sont souvent rattachés en un seul genre. Fredric Brown distingue cependant le fantastique de la science-fiction ainsi : « Le fantastique traite de choses qui ne sont pas et ne peuvent pas être. La science-fiction traite de choses qui ne sont pas mais qui pourront être un jour ». La série britannique Doctor Who, créée en 1963, est rentrée dans le Livre Guinness des records comme étant la plus longue série de science-fiction ainsi que la série de science-fiction qui connaît le plus de succès.

### Série sportive
Cela concerne les séries télévisées dont l'intrigue principale est basée sur le sport. Les personnages passent la majeure partie de leur temps à résoudre les problèmes ou à se confronter aux épreuves du sport.

#### Football
Le genre du football est le genre le plus utilisé, la série du genre la plus connue en France est Foot 2 rue. Certains abordent le genre comique comme Ted Lasso, d'autres sont historiques comme The English Game, d'autres sont plutôt dramatique ou action/aventure comme Mustang FC et certains sont même fantastiques tel que Galactik Football.

#### Basketball
Les séries de ce genre sont généralement dramatiques et abordent très souvent les différentes aventures d'un entraîneur tel que dans Hoops.

### Série historique
Il s'agit des émissions scénarisées racontant une histoire vraie, cependant elles peuvent souvent être parodiées.

#### Guerre
De nombreuses mini-séries sont rattachées à ce genre comme Frères d'armes, The Pacific ou encore The Devil's Whore. On peut également mentionner M*A*S*H, série sur la guerre de Corée diffusée durant la guerre du Viêt Nam, et ayant reçu de nombreux Emmy Awards et Golden Globes. Over There est la première série ayant mis en scène une guerre en cours, la guerre d'Irak.

#### Western
Le genre western comme La Grande Vallée, considéré comme mort, était le premier genre dans les séries américaines des années 1960. De nos jours, il se retrouve généralement dans le cadre de mini-séries comme Into the West, produite par Steven Spielberg et nommée pour seize Emmy Awards en 2006.

### Jeunesse
Les séries télévisées pour la jeunesse peuvent aborder tous les genres existants (l'animation étant souvent utilisée pour cela) tout en étant adaptées à l'âge auquel elles sont destinées. Le terme « jeunesse » est généralement divisé en quatre catégories : la petite enfance, l'enfance, l'adolescence et l'ensemble des enfants (de la petite enfance à la majorité). Par exemple, Les Télétubbies s'adresse à la petite enfance ; Ariol  à l'enfance, Beverly Hills 90210 aux adolescents et les mystérieuses cités d'or à l'ensemble des enfants. Cependant, les frontières entre les subdivisions ne sont pas fixes.

## Types
On distingue plusieurs types de séries : la série classique  (dont fait partie l’anthologie), le feuilleton télévisé (dont fait partie le soap opera), la série-feuilleton (dont fait partie la sitcom), la mini-série et la shortcom, dont la première a été diffusée en 1997.

### Animation
Les séries télévisées d'animation sont des œuvres audiovisuelles dont la technique consiste à créer une succession d'images donnant l'illusion du mouvement aux objets et aux personnages dessinés ou modélisés. Elles sont conçues sous trois angles : les séries pour enfant comme Les Pyjamasques ; les séries destinées à l'ensemble du public, le plus souvent pour les adolescents et les adultes, comme Bob l'éponge, ; et celles étant spécifiquement réservées aux adultes comme South Park.

### Live action
Une œuvre en prise de vues réelles, se caractérise par l'utilisation d'images filmées capturées dans le monde tangible. En cela, elle s'oppose à la forme animée de l'art cinématographique.

### Série classique
Une série classique (ou série bouclée) est une série dont les épisodes se suivent indépendamment les uns des autres. Il n’existe donc pas de chronologie établie puisque l’unité de la série tient à la présence de personnages récurrents. Bob l'éponge, Les Dalton, Drôles de dames, Mission impossible, L'Instit, ou encore Les Simpson sont des séries classiques.

### Anthologie
Une série dite « série d'anthologie » (par décalque de l'anglais anthology series) est une série dans laquelle la structure narrative ne change pas, ou peu, entre les épisodes ou entre les saisons, sans qu'il y ait de personnage récurrent,. L'unité de la série est marquée par ce que saisons ou épisodes ont de commun : thématique, genre, ou esprit. Comme dans les autres séries bouclées, chaque épisode ou saison peut donc être vu comme un téléfilm.
À l'échelle de l'épisode, les anthologies les plus connues sont La Quatrième Dimension, Alfred Hitchcock présente et Au-delà du réel. Peuvent aussi être citées des séries plus récentes comme Les Contes de la Crypte, Chair de poule, Les Maîtres de l'horreur et Black Mirror.
Des séries récentes ont adopté le format d'anthologie à l'échelle d'une saison (autrement dit, les personnages changent, non pas d'un épisode à l'autre, mais d'une saison à l'autre) : American Horror Story, True Detective, Fargo, The Haunting, Cruel Summer ou d'autres. Ce qui revient à découper un très long métrage en petits segments, autrement dit, en feuilletons.
Récemment, certaines séries ont adopté le format anthologique d'une façon différente : chaque saison dispose de son thème unique et raconte une histoire complète mais certains personnages restent présents d'une saison à l'autre, permettant de créer un fil rouge entre des saisons comme dans une série classique mais sans renoncer au côté unique du format anthologique[réf. nécessaire], par exemple Scream Queens, Infinity Train ou encore L'Exorciste.

### Feuilleton
Un feuilleton est une série mettant en scène une histoire qui s'étale sur une saison complète d'épisodes, voire plus,,. Dans ce type de série, le téléspectateur est « obligé » de regarder tous les épisodes dans l'ordre pour comprendre et en connaître le dénouement.
En Europe, de nombreux pays comme la France, l'Espagne ou l’Italie ont produit beaucoup de feuilletons contrairement aux États-Unis qui privilégiaient la production de séries classiques c'est-à-dire à épisodes indépendants. En 1950, le premier feuilleton français diffusé est Agence Nostradamus.

#### Soap opera
Parmi les soap operas américains, il faut distinguer les daytime soap operas (Les Feux de l'amour, Santa Barbara, Amour, Gloire et Beauté), qui sont tournés au rythme de plus de 200 épisodes par an et diffusés quotidiennement, et les prime time soap operas (Dallas, Dynastie, Melrose Place), tournés et diffusés à un rythme plus lent, généralement 25 à 30 épisodes par an (voir Saga).

#### Daytime soap operas
Un soap opera est un feuilleton quotidien originaire des États-Unis et mettant en scène plusieurs familles (par le biais de multiples intrigues parallèles comme des affaires de famille, des romances, des conflits moraux, etc.). Les soap operas sont diffusés une heure par jour et cinq jours par semaine. À l'origine, ils étaient destinés aux femmes au foyer et leur nom, soap, qui signifie savon, était dû au sponsoring de ces feuilletons par des marques de lessive.
Les « soaps » ont recours en permanence au principe de la fin ouverte, ou cliffhanger. Le plus long soap opera est Haine et Passion, diffusé de 1952 à 2009. En France, le soap opera Plus belle la vie, parfois considéré comme le premier soap opera français, est en 2022 la série quotidienne la plus longue de l'histoire de la télévision française, avec 4 665 épisodes en 18 ans.

#### Prime time soap operaou saga
Une saga (prime time soap opera) est un feuilleton hebdomadaire diffusé en soirée, qui raconte l'histoire d'une famille sur une période définie,. Ce qui distingue la saga d'un soap opera est la qualité de la réalisation et du scénario, plus importante pour une saga. En effet, les moyens financiers sont plus importants et la diffusion est hebdomadaire, nécessitant un rythme plus lent que pour un soap. La saga la plus longue est Dallas avec 357 épisodes, suivie de Côte Ouest avec 344 épisodes.
Dans la fiction française, le terme « saga de l'été » est employé pour désigner une mini-série à dominante familiale et diffusée durant l'été (Zodiaque, Dolmen). La trame repose sur un secret de famille, une lutte d'intérêts ou une énigme policière. Le précurseur de cette forme de feuilleton est Jean Sagols, qui réalisa en 1988 Le Vent des moissons. TF1 diffuse sa dernière saga en 2007, M6 et France 2 en 2008.

#### Telenovela
Une telenovela (ou novela) est un feuilleton quotidien d'Amérique latine qui se distingue du soap opera car il possède dès son lancement une fin. La telenovela se veut « populaire ». En Amérique latine, chaque telenovela possède au moins un personnage venant d'une classe sociale inférieure. La telenovela colombienne Yo soy Betty, la fea a donné lieu à dix-huit adaptations différentes dans le monde.

### Sitcom
Une sitcom est une série se concentrant sur la comédie impliquant une famille ou un groupe d'amis. Typiquement, la durée d'un épisode de sitcom est d'environ 22 minutes, bien que certaines puissent être plus courtes.

### Série mixte
Une série-mixte (aussi appelée série-feuilletonnante ou série feuilletonesque,) est une série où deux types d'histoires cohabitent en même temps : une qui est bouclée à la fin de l’épisode et une qui s'étend sur plusieurs épisodes. Il s'agit donc d'un type de fiction intermédiaire entre le feuilleton et la série à épisodes bouclés. De plus en plus de séries adoptent ce format telles que Urgences, New York Police Blues, Ally McBeal ou encore Buffy contre les vampires. La série-mixte stimule ainsi la fidélisation du public en juxtaposant une trame feuilletonesque et un lot d'histoires complètes. Steven Bochco est considéré comme le précurseur de ce type de séries, en popularisant dans les années 1980 une forme intermédiaire de fiction télévisuelle à épisodes, avec des séries comme Hill Street Blues ou La Loi de Los Angeles.

### Mini-série
Une mini-série est une série racontant une histoire en un nombre très court d'épisodes (moins de dix épisodes), souvent pour une durée totale de trois à douze heures. Ce concept s'affirme depuis 1985 et se situe entre le film et la série. La mini-série peut également être qualifiée de téléfilm à gros budget. Parmi les plus connues, on peut citer Les oiseaux se cachent pour mourir, The Pacific, Frères d'armes ou encore Les Voyages de Gulliver, qui ont chacune remporté l'Emmy de la meilleure mini-série.

### Shortcom
Une shortcom (mot-valise des termes anglais « short comedy » (comédie courte) ou « short sitcom ») est un programme de courte durée qui se situe entre le sketch et la comédie. Une shortcom dure généralement entre une et cinq minutes[réf. souhaitée]. Bien qu'étant par essence un programme bref, la shortcom se différencie des émissions de type « programme court », qui désignent des programmes ultra courts (de une à une minute et demie en moyenne, générique compris) diffusés en inter-programme et souvent utilisées par les chaînes pour générer des revenus sous la forme de parrainages publicitaires avec une marque.
En France, la première shortcom est Caméra café, lancée le 3 septembre 2001. Depuis, d'autres shortcom ont été diffusées à la télévision françaises comme Samantha oups!, Kaamelott, Bref., Soda, Bloqués ou La Minute vieille.

## Lexique
Un lexique spécifique est ici nécessaire qui s'applique au domaine des séries télévisées : en effet, l'utilisation d'anglicismes y abonde, et masque parfois des logiques narratives et techniques déjà connues en littérature, au théâtre, et dans le cinéma de long-métrage. Toutefois, la série télévisée invente son propre langage et influence souvent les autres modes d'expressions audiovisuels.

## Fonctionnement

### Un genre en évolution
La créativité des auteurs de séries étant visiblement sans limite, la typologie par format ou par genre ne peut se faire qu'a posteriori, à la lecture de l'histoire des séries télévisées et de l'analyse des différentes œuvres. Depuis plusieurs années, on constate une évolution considérable dans le domaine des séries, en particulier des séries américaines.
Certaines, comme 24 heures chrono révolutionnent le genre en introduisant le concept de temps réel : chaque minute qui se passe dans le feuilleton correspond en théorie à une minute dans la réalité. Il n'y a donc pas d'ellipse ou de « flashbacks ». 24 heures chrono introduit en outre à la télévision une nouvelle façon de filmer, façon « pris sur le vif », qui inspirera par la suite d'autres séries, comme The Shield.
Si la cible publicitaire préférée des séries était autrefois la « ménagère de moins de 50 ans », elle est aujourd'hui beaucoup plus variée. Il existe désormais des séries pour adolescents ou jeunes adultes (Pretty Little Liars, Teen Wolf, Riverdale, ou déjà dans les années 1980 21 Jump Street), des séries pour adultes, parfois très crues (Sex and the City, Nip/Tuck, The Shield, Californication), et des séries plus ou moins familiales (Sept à la maison, Friends, Malcolm).
Une série comme Nip/Tuck, qui aborde sans détour des sujets tabous comme le sexe ou la drogue et met en scène avec réalisme et crudité des opérations de chirurgie esthétique, montre que la liberté de ton s’est développée dans le genre.
Les séries sont suivies par un nombre de téléspectateurs croissant : ainsi, Les Experts ou encore Grey’s Anatomy et aujourd'hui NCIS : Enquêtes spéciales drainent environ 20 millions de spectateurs à chaque épisode aux États-Unis.
Attirés par ces audiences records et par la qualité de ces séries, de plus en plus d'acteurs célèbres du grand écran acceptent d’y apparaître dans des rôles secondaires (Michelle Rodríguez et Dominic Monaghan dans Lost : Les Disparus, Glenn Close, puis Forest Whitaker dans The Shield ou encore Adrian Brody dans Peaky Blinders). Des réalisateurs de grande renommée proposent d'en réaliser quelques épisodes (Quentin Tarantino a notamment tourné un épisode d’Urgences et un épisode des Experts mais a aussi joué dans deux épisodes d'Alias).

### Reflet de la société
Comme l'écrit Le Figaro, « les séries télé sont à la fois le reflet d'une société et le miroir de ses aspirations ». Dans un documentaire diffusé sur Arte, L'Amérique en prime-time, Llyod Kramer analyse les séries télévisées au travers du prisme de l'évolution des mœurs américaines, par exemple l'image des pères de famille véhiculée par la télévision : dans Papa a raison (années 1950), le père est le chef de famille modèle et respecté ; dans All in the Family (années 1970), le père subit l'effet de la contre-culture et de l'émergence des droits civiques et du féminisme, son image devient de ce fait « faible et pataude » et l'autorité patriarcale a tendance à diminuer ; dans Cosby Show (années 1980), à l'heure du reaganisme triomphant, le père retrouve une certaine autorité sur ses enfants ; dans Les Simpson (années 1990), le père n'a plus les commandes et se désintéresse de son rôle de chef de famille ; dans Les Sopranos enfin (années 2000), l'accent est mis sur « un père de famille avec tous ses problèmes, un type qui a perdu le contrôle de sa famille, qui a l'impression que tout lui échappe ».

## Ventes et exploitations

### Évolution du mode de diffusion
Au cours des années, la diffusion des séries a dépassé le cadre de la télévision, avec les cassettes VHS, puis le DVD au début des années 2000, pour arriver à la diffusion Internet vers 2005 chez, entre autres, Canalplay et TF1. Cette diffusion peut se faire par téléchargement ou streaming.
En 2008, M6 lance M6replay qui permet de revoir ses programmes gratuitement sur internet, ADSL et câble. Elle est la 2e chaîne à la faire après Arte en 2007 et sera rapidement suivie par toutes les autres (Pluzz pour France Télévisions et myTF1 pour TF1). Cette évolution de la diffusion et la progression d'internet dans les foyers a peu à peu habitué les téléspectateurs à se transformer en « webspectateurs ». Ce qui conduit de plus en plus de producteurs, réalisateurs et acteurs de télé à produire des séries directement pour l'internet. Appelées « webseries », elles sont généralement constituées d'épisodes beaucoup plus courts (2 à 10 minutes). On peut citer pour exemple Web Therapy de Lisa Kudrow, qui sera reprise en « vraie » série par HBO ; Burning Love produite par Ben Stiller ; H+ de Bryan Singer ou Husbands.

## Durée de vie d'une série
La durée de vie d'une série dépend tout d'abord des audiences, plus l'audience est grande plus la série continue (par exemple, la franchise Les Experts, celle de Stargate ou encore Doctor Who, qui compte plus de trente saisons). Des séries peuvent toutefois rester longtemps à l'antenne sans même avoir d'excellentes audiences : ainsi, Dingue de toi a mis trois saisons à trouver son public. Plus les séries sont vues plus il y aura de saisons, la chaîne de TV ou encore Netflix commandera une suite (par exemple : Desperate Housewives, Games of Thrones, Prison Break, X-Files, NCIS, etc.). Mais si l’audience est mauvaise ou qu'il y a un manque de budget, la production peut décider de mettre fin à la série : la chaîne de TV, Netflix ou encore Amazon Prime (par exemple : The Secret Circle, Under the Dome, Devious Maids, Sense8, etc.).
Grey’s Anatomy est l’une des dernières séries encore diffusée aujourd’hui qui réalisé environ 20 millions de téléspectateurs à son apogée. Aujourd’hui, elle reste l’une des séries les plus suivies et appréciées.
D'autres raisons peuvent expliquer le prolongement d'une série, et donc sa relative grande durée : son succès en syndication, la perspective justement de proposer une série sur ce marché, mais qui nécessite que la série atteigne au moins une centaine d'épisodes, la médiocrité ou la faiblesse des nouveaux projets proposés au cours d'une année pour la rentrée suivante, le succès d'une série sur le marché international, ou encore une base de téléspectateurs et des audiences stables pour celle-ci.

## Temps d'exécution

Friends

Aux États-Unis, les séries produites pour des créneaux horaires d'une heure durent généralement de 39 à 42 minutes (à l'exclusion des publicités), citions comme exemple la série Vampire Diaries ou Desperate Housewives. Tandis que les sitcoms produites pour des créneaux horaires de 30 minutes durent généralement de 18 à 21 minutes, nous avons les fameuses séries Friends et Malcolm qui illustrent à merveille cette catégorie de séries. Il existe des exceptions, car les chaînes de télévision par abonnement (telles que HBO, Starz, Cinemax et Showtime) diffusent des épisodes de 45 à 48 minutes de programmes, similaires à ceux de la Grande-Bretagne.
En Grande-Bretagne, les séries dramatiques durent généralement entre 46 et 48 minutes sur les chaînes commerciales et entre 57 et 59 minutes sur la BBC. Les programmes d’une demi-heure durent environ 22 minutes sur les chaînes commerciales et environ 28 minutes sur la BBC. La durée plus longue de la BBC est due à l’absence de pause publicitaire.
En France, la plupart des émissions de télévision (dramatiques, jeux télévisés ou documentaires) durent 52 minutes (exemple : Joséphine ange gardien, Famille d'accueil, Dix pour cent, Les Petits Meurtres d'Agatha Christie etc). Il en va de même sur presque tous les réseaux français (TF1, France Télévisions, M6, Canal +, etc.). Il existe une exception pour les séries diffusés entre 20h et 21h, juste avant le programme du soir. Certaines séries peuvent avoir des épisodes courts qui sont des séries à suivre tous les jours (par exemple : Plus belle la vie, Scènes de ménages, Un si grand soleil, Nos chers voisins, Kaamelott, Un gars, une fille, etc.).
En Turquie les séries ont des durées qui peuvent atteindre 2h30, elles sont alors redécoupées dans leur diffusion à l'étranger.

## Analyses critiques
En France, les séries télévisées ont longtemps été dénigrées par la critique,,. Elles étaient perçues à la fois comme un sous-genre (à raison à l'origine) du divertissement (entertainment), notion souvent accompagnée en France d'une connotation péjorative, et comme une forme d'américanisme envahissant. Les critiques de l'époque assimilaient les séries anglo-saxonnes à des séries américaines[réf. à confirmer] et considéraient généralement les séries américaines comme des soap operas, en particulier Dallas, feuilleton à succès auquel on reprochait de vanter le mode de vie américain dans ce qu'il a de pire, avec une histoire qui aurait pu être racontée en beaucoup moins d’épisodes. Dallas était alors considérée comme l'archétype de la médiocre télésérie populaire.
La situation a changé lorsqu'une grande chaîne hertzienne, en l'occurrence France 2, a diffusé en première partie de soirée Urgences, série-feuilleton plébiscitée à la fois par le public et par la critique. Le genre a finalement été reconnu comme une forme artistique à part entière et a donné lieu à des articles et à des analyses sérieuses dans la presse non spécialisée. Les critiques de séries télévisées ont pu être reconnus et avoir la parole sans être mis en recul. Les ouvrages spécialisés ont alors pu être publiés sans avoir à se justifier.
La proportion des téléfilms européens, des séries européennes et de l’animation a augmenté en 2010. La part de fictions européennes non-nationales diffusées par ces chaînes continue de s’accroître, au point de dépasser pour la première fois la part de la fiction nationale en recul. La part des coproductions intereuropéennes est stable, tandis que celle des coproductions européennes avec des pays tiers augmente sensiblement, et l’importance des programmes non-européens recule. En outre, les groupes de télévision privés ont retrouvé leur niveau d'affaires d'avant la récession, avec un taux de croissance de 10 % au premier semestre 2010 par rapport au premier semestre 2009. Malgré un réel savoir-faire notamment français développé dès les années 1960 et 1970, l’UE reprend toutefois des formats étrangers. Le scénario et les dialogues de R.I.S. ont été largement inspirés de la première version italienne. Il existe aussi plusieurs remakes de séries québécoises (Les Bougons, Les Invincibles). Bien que les romans-feuilletons soient nés en Europe, les coproductions deviennent nécessaires pour concurrencer les géants américains. Par exemple, Engrenages (Spiral) a été préachetée par la BBC, et la minisérie Les Borgias est une coproduction diffusée entre l’Irlande, le Canada et la Hongrie. De plus, la chaîne française Canal + a réussi à financer des fictions novatrices en signant des coproductions internationales, souvent rédigées par des scénaristes américains et financées par des chaînes européennes.
À l’OMC et à l’UNESCO, la notion d’« exception culturelle » représente une incitation européenne pour les gouvernements à ne pas prendre d’engagement supplémentaire de libéralisation de leur marché, ce qui est supposé favoriser la diversité culturelle. Les problèmes locaux ne doivent plus seulement être globalisés, il faut aussi localiser les problèmes globaux afin de les enraciner dans une démarche de légitimité démocratique. De façon pragmatique, l’UE pourrait donc exploiter ses particularités locales tout en abordant des thèmes transnationaux. Certains ressorts universels peuvent être adaptées aux cultures locales, tels Doctor Who en Angleterre, ou l’adaptation télévisuelle suédoise de Millenium, ou encore l’approche sociale ou historique allemande de Berlin. Certes, quelques fictions européennes parviennent à s’exporter, comme Hélène et les Garçons, mais sans rendre compte de toute la richesse culturelle du pays.
Face à une production caractérisée par une absence totale de prise de risques, et inadaptée au marché international, les séries américaines ont donc occupé un nouvel espace culturel jusque-là négligé. Après soixante ans d’existence, cette industrie de la fiction a atteint un palier de développement, et se trouve dans une logique d’exportation,. Des services au sein des majors exploitent une certaine fiction européenne de qualité proche du cinéma, tels Mad Men, The Office, Life on Mars et Eleventh Hour.

### Filmographie
- Culte ! Télé : la loi des séries, documentaire de Daniel Ablin, Serge July et Antoine de Gaudemar, Folamour/France Télévisions, 2014 [présentation en ligne] [lire en ligne].